# راینهولد پومر
راینهولد پومر (انگلیسی: Reinhold Pommer; ۶ ژانویهٔ ۱۹۳۵ – ۲۶ مارس ۲۰۱۴) دوچرخه‌سوار اهل آلمان بود.
وی همچنین برندهٔ جوایزی همچون برگ بوی نقره‌ای شده‌است.
وی در مسابقات کشوری و بین‌المللی در مجموع برندهٔ ۱ مدال برنز شده‌است.